# Rhodymeniophycidae
Sous-classe
Les Rhodymeniophycidae sont une sous-classe d'algues rouges de la classe des Florideophyceae. 

## Liste des ordres
Selon AlgaeBase (17 mai 2012) :
- ordre des Acrosymphytales R.D.Withall & G.W.Saunders
- ordre des Bonnemaisoniales Feldmann & Feldmann
- ordre des Ceramiales Oltmanns
- ordre des Gelidiales Kylin
- ordre des Gigartinales F.Schmitz
- ordre des Gracilariales S.Fredericq & M.H.Hommersand
- ordre des Halymeniales G.W.Saunders & Kraft
- ordre des Nemastomatales Kylin
- ordre des Peyssonneliales D.M.Krayesky, Fredericq & J.N.Norris
- ordre des Plocamiales G.W.Saunders & G.T.Kraft
- ordre des Rhodymeniales F.Schmitz
- ordre des Sebdeniales R.D.Withall & G.W.Saunders

Selon World Register of Marine Species (17 mai 2012) :
- famille des Acrochaetiaceae
- ordre des Acrochaetiales
- ordre des Acrosymphytales
- ordre des Balbianiales
- ordre des Balliales
- ordre des Batrachospermales
- ordre des Bonnemaisoniales
- ordre des Ceramiales
- ordre des Colaconematales
- ordre des Gelidiales
- ordre des Gigartinales
- ordre des Gracilariales
- ordre des Halymeniales
- ordre des Nemastomatales
- ordre des Palmariales
- ordre des Peyssonneliales
- ordre des Pihiellales
- ordre des Plocamiales
- ordre des Rhodymeniales
- ordre des Sebdeniales
- ordre des Thoreales